# 불가지론
불가지론(不可知論, agnosticism)은 몇몇 명제(대부분 신의 존재에 대한 신학적 명제)의 진위 여부를 알 수 없다고 보는 철학적 관점, 또는 사물의 본질은 인간에게 있어서 인식 불가능하다는 철학적 관점이다. 이 관점은 철학적 의심이 바탕이 되어 성립되었다. 절대적 진실은 부정확하다는 관점을 취한다. 불가지론의 원래의 의미는 절대적이며 완벽한 진실이 존재한다는 관점을 갖고 있는 교조주의(敎條主義)의 반대 개념이다.
불가지론자들 중 사물의 본질은 인간에게 있어서 인식 불가능하다는 철학적 입장에 있는 이들은 인간이 감각을 통해서 인식하는 것은 사물의 본질이 아니라 본질의 거짓 모습인 현상에 불과하다고 본다. 이 경우 본질적 실재는 완전히 불가지(不可知)라는 데이비드 흄의 설과, 그것은 신앙의 영역에 관한 문제라 하여 남겨 놓는 칸트의 설도 있다. 감각이나 표상은 본질적 실재가 자기를 인간에게 제시하기 위한 상형문자(象形文字), 혹은 기호에 불과하다고 주장하는 프레하노프 등의 상형문자설도 불가지론의 일종이다.

## 어원

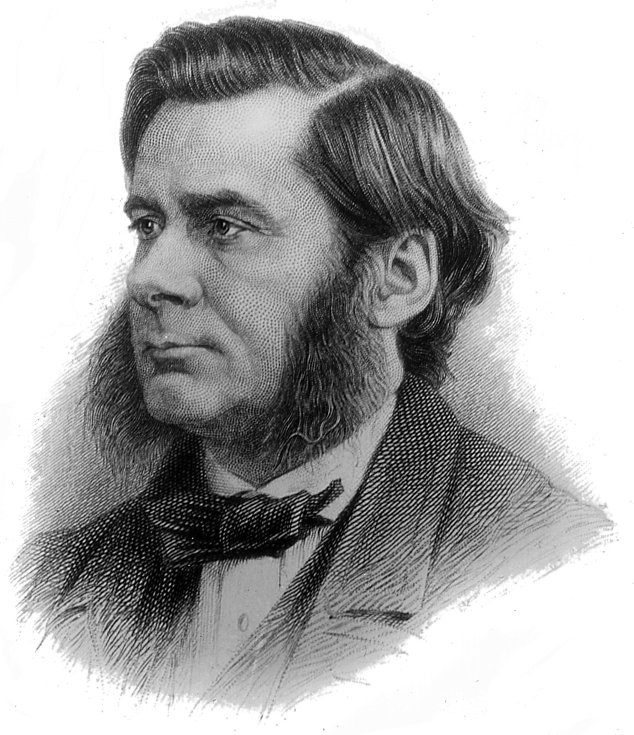
불가지론이란 단어를 처음으로 쓴 토머스 헉슬리.

서양 제어에서 불가지론은 언어별로 차이는 있지만 대체적으로 'Agnosti-'와 주의를 나타내는 어미로 이뤄져 있다. 예를 들면 영어에서 Agnosticism이고 프랑스어에서는 Agnosti"cisme"이라고 사용한다. 이는 그리스어 αγνωστικισμός(Agnosticismos)에서 나온 단어이고, 이 단어 역시 '모르는'이란 뜻의 그리스어 agnôstos와 "앎 혹은 지식"이란 뜻의 gnosis, 두 개가 합쳐져서 나왔다. 여기서 앎 혹은 지식이란 단순히 사전적 의미의 앎이 아니라 영지주의(gnosticism)에서 말하는 지식 (gnosis)을 말한다.
불가지론은 자주 형이상학, 계시, 예언 등의 적절성에 자주 문제 제기를 하는 인식론적 입장을 취한다. Agnosticismos이란 단어는 토머스 헉슬리가 사용하면서 유명해졌다.

## 종류
불가지론은 다음과 같이 분류해 볼 수 있다.
- 그것(신의 존재 여부 혹은 초자연 현상)을 알 수 있는지, 없는지를 모른다.
- 어떤 사람(예를 들면 계시에 의해)이 그것을 알 수 있을 수 있지만, 그가 그것을 증명하는 것과 자신의 행동으로 그것을 확인하는 것은 불가능하다.
- 어떤 사람이 그것(신의 존재 여부)을 아는 것도 불가능하고 계시 혹은 인식조차 불가능하다.

불가지론을 따르는 데에는 종교의 유무, 종교의 종류는 상관이 없다. 불가지론은 "믿음"에 확신을 가질 수 없다는 것을 말하는 것이다.

## 오해
불가지론은 종종 철학의 다른 개념과 연관 혹은 결합하여 잘못 사용되기도 한다. 예를 들면 불가지론은 무신론(無神論)과는 다르게 신의 존재 여부를 확정적으로 논하지 않는다. 다만 우리에게 소개되어 있는 신(들)의 존재나 초자연적 현상이 실재할 가능성을 인정할 뿐이다. 그리고 인간 인식의 한계로 아는 것이 불가능하거나 현재 가지고 있는 근거로는 판단할 수 없다는 입장을 취하기 때문에, 모든 지식의 불확실성을 고려하고 의심하는 방법론으로서의 회의주의와도 구분이 된다. 또한 불가지론은 세계에 직접 개입하지 않지만 존재하는 한 명의 절대자를 가정하는 이신론(理神論)과도 다르다. 결국 불가지론은 철학적 관점이지 종교 자체는 아니다.

## 통계
미국의 2007년 통계에 따르면 불가지론자들은 전체 인구의 21%, 즉 6천3백만 명에 이른다고 조사되었으며, 2008년 5월 22일부터 26일 사이 캐나다에서 해리스 드시마(Harris Décima)사가 1000명을 대상으로 조사한 결과 6%가 불가지론자였다. Harris Interactive 연구소가 진행하고, 2006년 12월 파이낸셜 타임즈에 발표된 조사에 따르면, 프랑스인들의 32%가 불가지론자이고 32%가 무신론자인 것으로 나타났다. 특히 칠레 전 대통령인 살바도르 아옌데와 프랑스 전 대통령인 프랑수아 미테랑 대통령은 무신론적 불가지론자였다.

## 같이 보기
- 잉글랜드의 제임스 1세
- 영지주의
- 상대주의

## 참고 문헌
- 이 문서에는 다음커뮤니케이션(현 카카오)에서 GFDL 또는 CC-SA 라이선스로 배포한 글로벌 세계대백과사전의 내용을 기초로 작성된 글이 포함되어 있습니다.